# Ханс VI фон Дегенберг
Ханс VI фон Дегенберг (на немски: Hans VI Freiherr von Degenberg; † 1551) е фрайхер от род Дегенберг, господар на Дегенберг (в Баварската гора) и на Графството Халс.
Той е син на фрайхер Ханс V фон Дегенберг († 1495) и съпругата му Урсула фон Лозенщайн, дъщеря на Георг фон Лозенщайн-Гшвендт († 1509), губернатор на Горна Австрия, и Анна фон Тьоринг (* 1455). Внук е на фрайхер Ханс IV фон Дегенберг Млади († 1487) и Елизабет фон Тьоринг цум Щайн. Правнук е на фрайхер Ханс III фон Дегенберг († 1480) и Агнес Нотхафт. Сестра му Маргарета фон Дегенберг е омъжена ок. 15 декември 1502 г. за фрайхер Албрехт V фон Волфшайн-Оберзулцбург (* 2 юли 1466; † 12 ноември 1532).
Резеденцията на рода е замък Дегенберг над река Дунав при Шварцах в Долна Бавария. Ханс VI наследява през 1511 г. Графството Халс със замък Халс. Понеже Улрих II фон Ортенбург († 1524) също има претенции за наследството, те продават графството през 1517 г. на баварските херцози.
Ханс VI става през 1514 г. дворцов майстер в Мюнхен и 1545 г. вицедом в Ландсхут. Той умира през 1551 г.
На 22 декември 1539 г. херцог Лудвиг дава на син му Ханс VII († 1559) управлението на съда Реген за 1 000 гулдена. Ханс VII получава през 1548 г. за себе си и наследниците си привилегията да прави „бяла бира“ северно от Дунав. На другите баварци това е забранено. Той управлява в Обершварцах.
Родът измира през 1602 г. На 26 февруари 1607 г. след преговори в Прага с императора собственостите на Дегенбергите отиват на баварския херцог Максимилиан.

## Фамилия
Ханс VI фон Дегенберг се жени 1510 г. за Магдалена фон Айхберг, дъщеря на фрайхер Йохан/Ханс фон Айхберг цу Лабервайнтинг († пр. 15 декември 1511) и Анна фон Йотинген, дъщеря на граф Улрих фон Йотинген-Флокберг († 1477) и Барбара фон Кунщадт († 1474). Те имат един син:
- Ханс VII фон Дегенберг († 26 юли 1559, погребан в Шварцах), господар на Дегенберг, Шварцах, Вайсенщайн, женен за Катарина фон Фрундсберг/Фрайберг († 1518), дъщеря на Георг фон Фрундсберг (1473 – 1528) и Катарина фон Шрофенщайн († 1518); имат син и три дъщери:
  - Зигмунд фон Дегенберг († 1558); баща на
    - Ханс Зигмунд фон Дегенберг († 10 юни 1602), фрайхер, наследствен дворцов майстер в Бавария, княжески съветник в Щраубинг; той е последният от род Дегенберг, женен 1581 г. за Сидония Катарина, която след смъртта му е под закрилата на баварския херцог

  - Катарина фон Дегенберг († 4 октомври 1570), омъжена ок. 1558 г. за граф Улрих III фон Ортенбург (* 1532; † 14 юли 1586)
  - Мария фон Дегенберг († сл. 1610), омъжена 1586 г. за фрайхер Георг фон Макслрайн, господар на Хоенвалдек († 29 март 1635, Регенсбург)
  - Магдалена фон Дегенберг († 3 юни 1597), омъжена на 25 януари 1569 г. в Ландсхут за фрайхер Йохан Андреас фон Волфщайн (* 19 февруари 1541; † 19 октомври 1585)